# Адміністративний устрій Решетилівського району
Адміністративний поділ Решетилівського району — адміністративно-територіальний поділ Решетилівського району Полтавської області на 1 міську громаду і 17 сільських рад, які об'єднують 81 населений пункт.

## Список громадРешетилівського району
| № | Назва                        | Центр          | Населені пункти | Площа км² | Місце за площею | Населення (2001), чол. | Місце за населенням |
| - | ---------------------------- | -------------- | --- | --------- | --------------- | ---------------------- | ------------------- |
| 1 | Решетилівська міська громада | м. Решетилівка | м. Решетилівка с. Білоконі с. Ганжі с. Колотії с. Миколаївка с. Нагірне с. Пасічники c. Потічок с. Прокопівка с. Сені с. Хоружі с. Шкурупіївка |           |                 |                        |                     |

## Список сільських радРешетилівського району
| №  | Назва                          | Центр              | Населені пункти                                                                     | Площа км² | Місце за площею | Населення (2001), чол. | Місце за населенням |
| -- | ------------------------------ | ------------------ | ----------------------------------------------------------------------------------- | --------- | --------------- | ---------------------- | ------------------- |
| 1  | Демидівська сільська рада      | c. Демидівка       | c. Демидівка с. Андріївка с. Литвинівка с. Нова Диканька с. Пустовари               |           |                 |                        |                     |
| 2  | Покровська сільська рада       | c-ще Покровське    | c-ще Покровське с. Бабичі с. Голуби с. Кривки с. Писаренки с. Шкурупії              |           |                 |                        |                     |
| 3  | Калениківська сільська рада    | c. Каленики        | c. Каленики с. Хрещате                                                              |           |                 |                        |                     |
| 4  | Кукобівська сільська рада      | c. Кукобівка       | c. Кукобівка с. Дмитренки с. Долина с. Коломак с. Кузьменки с. Лютівка с. Тутаки    |           |                 |                        |                     |
| 5  | Лиманська Друга сільська рада  | c. Лиман Другий    | c. Лиман Другий с. Братешки с. Дем'янці с. Коліньки с. Потеряйки-Горові с. Шишацьке |           |                 |                        |                     |
| 6  | Лиманська Перша сільська рада  | c. Лиман Перший    | c. Лиман Перший с. Бузинівщина с. Мирне с. Тури                                     |           |                 |                        |                     |
| 7  | Лобачівська сільська рада      | c. Лобачі          | c. Лобачі с. Глибока Балка с. Коржі с. Крохмальці с. Тривайли                       |           |                 |                        |                     |
| 8  | Малобакайська сільська рада    | c. Малий Бакай     | c. Малий Бакай с. Бакай с. Гришки с. Мушти                                          |           |                 |                        |                     |
| 9  | М'якеньківська сільська рада   | c. М'якеньківка    | c. М'якеньківка с. Михнівка с. Шрамки                                               |           |                 |                        |                     |
| 10 | Новомихайлівська сільська рада | c. Нова Михайлівка | c. Нова Михайлівка с. Молодиківщина с. Потеряйки с. Шарлаї                          |           |                 |                        |                     |
| 11 | Пащенківська сільська рада     | c. Пащенки         | c. Пащенки с. Гольманівка с. Паськівка с. Яценки                                    |           |                 |                        |                     |
| 12 | Піщанська сільська рада        | c. Піщане          | c. Піщане с. Славки                                                                 |           |                 |                        |                     |
| 13 | Плосківська сільська рада*     | c. Плоске          | c. Плоске с. Браїлки с. Левенцівка с. Твердохліби с. Чередники                      |           |                 |                        |                     |
| 14 | Сухорабівська сільська рада    | c. Сухорабівка     | c. Сухорабівка с. Березняки с. Підок                                                |           |                 |                        |                     |
| 15 | Федіївська сільська рада       | c. Федіївка        | c. Федіївка с. Лучки                                                                |           |                 |                        |                     |
| 16 | Шевченківська сільська рада    | c. Шевченкове      | c. Шевченкове с. Дружба с. Капустяни с. Шамраївка                                   |           |                 |                        |                     |
| 17 | Шилівська сільська рада        | c. Шилівка         | c. Шилівка с. Онищенки с. Паненки                                                   |           |                 |                        |                     |

* Примітки: смт - селище міського типу, с. - село, с-ще - селище, * - Плосківська сільська рада увійшла до складу Мачухівської ОТГ Полтавського району

## Зняті з обліку населені пункти
- Бабичівка († 1965-68)
- Гонторі († 1965-68)
- Степове († 1965-68)
- Борюхи († 1968-78)
- Вовки († 1968-78)
- Геращенки († 1968-78)
- Діденки († 1968-78)
- Зеленяні († 1968-78)
- Калашники († 1968-78)
- Киселі († 1968-78)
- Климки († 1968-78)
- Коломийці († 1968-78)
- Конони († 1968-78)
- Коп'яки († 1968-78)
- Лісове († 1968-78)
- Михайлики († 1968-78)
- Непійпи († 1968-78)
- Терещенки († 1968-78)
- Токарі († 1968-78)
- Хорольці († 1968-78)
- Чернещина († 1968-78)
- Вусики († 1978-85)
- Голубівка († 1978-85)
- Дроти († 1978-85)
- Житківка († 1978-85)
- Піщанівка († 1978-85)
- Сліпки († 1978-85)
- Толока († 1978-85)
- Харченки († 1978-85)
- Щербаки († 1978-85)
- Розсохувате († 1986)
- Глушачі († 1987)
- Житниківка († 1988)
- Варвянське († 2000)
- Привільне († 2000)
- Гришки († 2011)
- Слюсарі († 2013)
- Чернещина († 2013)[1]